# Hebantia
Hebantia là một chi rêu trong họ Polytrichaceae.